# Pont-Neuf (Limoges)
Pour les articles homonymes, voir Pont Neuf (homonymie).

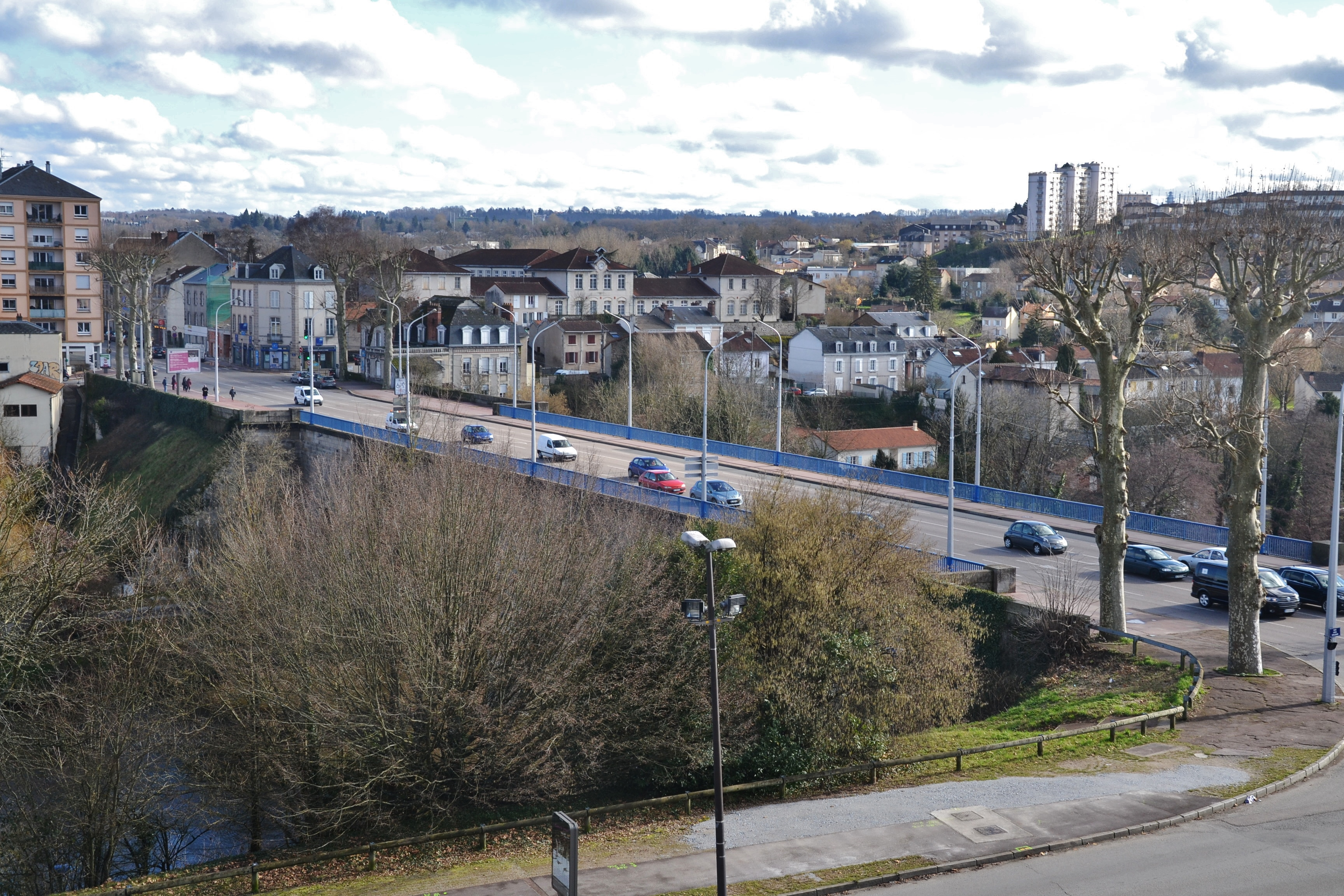
Vue du pont depuis les jardins de l'Évêché.

Le Pont Neuf est situé à Limoges. Il a été construit sous le nom de pont Louis-Philippe entre juillet 1832 et 1838. Il permet de relier le centre ville au quartier du Sablard (il a été élargi depuis pour faire face à la circulation croissante), et supporte  l'ancienne RN 20, qui permet de relier le centre de Limoges à la route de Clermont-Ferrand et à l'autoroute A20.
Construit en maçonnerie long d'environ 125 m et haut de 21 m, il compte 5 arches, dont 3 au-dessus de la Vienne. Il se trouve aussi à égale distance des ponts Saint-Martial et Saint-Étienne.